# 이호왕
이호왕(李鎬汪, 1928년 10월 26일~2022년 7월 5일)은 대한민국의 의학자이자 바이러스 과학자이다. 예비역 대한민국 육군 중위였으며 고려대학교 명예교수이다.

## 학력
- 1954년 서울대학교 의과대학 졸업(학사)
- 1955~1959년 미국 미네소타 대학교 의학 석사, 의학 박사

## 주요 경력
- 1961년 서울대학교 의과대학 교수
- 1971년 대한바이러스학회 초대회장
- 1973년 고려대학교 의과대학 교수
- 1982년 세계보건기구 신증후출혈열 연구협력센터 소장
- 1994년 서울아산병원 아산생명과학연구소 소장
- 1998년 대한백신학회 초대회장 및 명예회장
- 2000년 대한민국학술원 회장

## 생애 및 업적
병원체 발견에서 진단법, 백신개발까지 완료한 세계 최초의 과학자.
함흥의과대학을 다니다가 월남하여 전시연합대학 체제의 서울대학교에 입학, 1954년 서울대학교 의과대학에서 의학사 학위를 취득하였다. 1954년 3월부터 1956년 9월까지 대한민국 육군 중위로 복무하였으며 예편 후 미국으로 유학, 1959년 미국 미네소타 주립대학교 대학원 미생물학과에서 이학박사 학위를 취득하였다.
1969년 미 육군성의 지원을 받아 유행성 출혈열 연구를 시작했으나 6년이 지나도록 별다른 진전이 없었다. 그러던 중 우연히 윌리엄 잴리슨이란 과학자의 책을 보다 들쥐의 폐장에서 발견된 곰팡이가 병원체라는 주장을 듣고 폐장을 눈여겨보게 되었다. 1975년 12월 20일 중고 형광현미경으로 항원을 확인하던 중, 바로 쥐의 폐장에서 그토록 찾아 헤매던 바이러스를 발견하게 되었다. 그로부터 4년간, 그때까지 알려진 500여 종의 바이러스와의 비교 검사를 통해 이 바이러스가 전혀 새로운 종이라는 사실을 증명했다. 그는 이 병원체를 발견한 한탄강의 이름을 따 한탄바이러스(Hantan Virus)라고 명명했다. 한탄바이러스는 한국인이 발견한 최초의 병원미생물이며, 이 업적은 세계적으로 인정되어 현재 모든 의학 및 생물학 교과서에 수록돼 있다. 1976년 한국형출혈열(출혈성신증후군)의 병원체인 한탄바이러스를 세계 최초로 발견하였고 1980년 서울바이러스를 발견하였다.
뒤이어 1980년 이호왕 교수는 서울 서대문의 한 아파트에서 채집한 집쥐에서 새로운 유행성 출혈열의 병원체를 발견하고 이를 서울바이러스(Seoul Virus)라 명명했다. 이는 한국에서 발견된 두 번째 미생물이었다. 이 바이러스의 발견으로 유행성 출혈열이 도시에서도 감염될 수 있다는 사실이 밝혀졌다. 이렇게 2종의 병원체 바이러스를 발견한 이호왕 교수는 새로운 바이러스 속(屬)으로 한타바이러스(Hanta Virus)를 국제학계에 제안하고 공인받았다.
1981년부터 백신개발을 시작했으며, 1985년 무렵 이 바이러스를 동물 조직에 연속적으로 배양시킨 결과 병원성을 감소할 수 있다는 사실을 알게 되었다. 그 후 GC녹십자와 공동연구를 진행해 1990년 마침내 유행성 출혈열의 예방백신 제조허가를 얻었다. 이 예방백신은 임상실험을 거친 후 1991년부터 ‘한타박스’란 이름으로 시판되었다. 한타박스는 우리나라 신약 1호다.
유행성 출혈열의 원인균과 전파경로, 진단법 예방백신에 이르기까지 전 과정을 개발해 인류를 이 괴질의 공포에서 벗어나게 했으며, 세계보건기구(WHO)는 그의 업적을 인정해 1981년부터 그가 근무하는 고려대 의대 바이러스연구소를 세계에서 유일한 ‘WHO 한타바이러스 연구협력센터’로 지정했다.
1998년에는 아시아와 유럽에서 발생하는 두 가지 종류의 유행성 출혈열을 동시에 예방할 수 있는 혼합예방백신을 개발해 특허를 획득했다. 그는 유행성 출혈열 관련 240여편의 논문을 국내외에 발표하고 10건의 관련 특허를 등록했다.
의학 연구와 후진 양성에 헌신한 업적을 인정 받아 2009년 제6회 서재필 의학상을 수상하였다.

## 상훈
- 1979년 미국최고시민공로훈장
- 1980년 대한민국학술원상
- 1987년 인촌상
- 1989년 한국과학상
- 1992년 호암상
- 1994년 태국 마히돈왕자국제의학상
- 2001년 일본니케이아시아상
- 2002년 과학기술훈장 창조장
- 2009년 제6회 서재필 의학상
- 2021년 클래리베이트 인용상 (노벨 생리학·의학상 수상 가능성이 있는 후보자 명단 등재)